# Green Bay Packers 1937
La stagione 1937 dei Green Bay Packers è stata la 17ª della franchigia nella National Football League. La squadra, allenata da Curly Lambeau, ebbe un record di 7-4, terminando seconda nella NFL Western division. 

## Calendario
| Stagione regolare |                    |                        |                    |                    |                               |                    |
| Turno             | Data               | Avversario             | Risultato          | Record             | Stadio                        | Sintesi            |
| 1                 | Settimana di pausa | Settimana di pausa     | Settimana di pausa | Settimana di pausa | Settimana di pausa            | Settimana di pausa |
| 2                 | 12 settembre       | Chicago Cardinals      | S 7–14             | 0–1                | City Stadium                  | Recap              |
| 3                 | 19 settembre       | Chicago Bears          | S 2–14             | 0–2                | City Stadium                  | Recap              |
| 4                 | Settimana di pausa | Settimana di pausa     | Settimana di pausa | Settimana di pausa | Settimana di pausa            | Settimana di pausa |
| 5                 | 3 ottobre          | Detroit Lions          | V 26–6             | 1–2                | City Stadium                  | Recap              |
| 6                 | 10 ottobre         | Chicago Cardinals      | V 34–13            | 2–2                | Wisconsin State Fair Park     | Recap              |
| 7                 | 17 ottobre         | at Cleveland Rams      | V 35–10            | 3–2                | League Park                   | Recap              |
| 8                 | 24 ottobre         | Cleveland Rams         | V 35–7             | 4–2                | City Stadium                  | Recap              |
| 9                 | 31 ottobre         | at Detroit Lions       | V 14–13            | 5–2                | University of Detroit Stadium | Recap              |
| 10                | 7 novembre         | at Chicago Bears       | V 24–14            | 6–2                | Wrigley Field                 | Recap              |
| 11                | 14 novembre        | Philadelphia Eagles    | V 37–7             | 7–2                | Wisconsin State Fair Park     | Recap              |
| 12                | 21 novembre        | at New York Giants     | S 0–10             | 7–3                | Polo Grounds                  | Recap              |
| 13                | 28 novembre        | at Washington Redskins | S 6–14             | 7–4                | Griffith Stadium              | Recap              |
| 14                | Settimana di pausa | Settimana di pausa     | Settimana di pausa | Settimana di pausa | Settimana di pausa            | Settimana di pausa |

Nota: gli avversari della propria division sono in grassetto.

## Classifiche
| NFL Western Division |   |    |   |      |     |     |     |     |
|                      | V | S  | P | %    | DIV | PF  | PS  | STR |
| Chicago Bears        | 9 | 1  | 1 | .900 | 7–1 | 201 | 100 | V4  |
| Green Bay Packers    | 7 | 4  | 0 | .636 | 6–2 | 220 | 122 | S2  |
| Detroit Lions        | 7 | 4  | 0 | .636 | 4–4 | 180 | 105 | S1  |
| Chicago Cardinals    | 5 | 5  | 1 | .500 | 3–5 | 135 | 165 | S2  |
| Cleveland Rams       | 1 | 10 | 0 | .091 | 0–8 | 75  | 207 | S9  |

Nota:  i pareggi non venivano conteggiati ai fini della classifica fino al 1972.